# Дроздов, Анатолий Николаевич
Анато́лий Никола́евич Дроздо́в (23 октября [4 ноября] 1883, Саратов — 10 сентября 1950, Москва) — русский и советский пианист, педагог, музыкальный критик и композитор.

## Биография
О ранних годах жизни Дроздова известно мало, и даже дата его рождения подвергается сомнению. В 1902—1904 он изучал право в Париже, затем в Петербурге, параллельно обучаясь в консерватории по классу фортепиано у Николая Дубасова. Окончив консерваторию в 1909, Дроздов занялся преподавательской деятельностью, работал сначала в музыкальном училище Екатеринодарского отделения ИРМО (1911-1916), в консерваториях Петрограда (1916—1917; преподавал теорию музыки), Саратова (1918—1920), Москвы (1920—1924), Музыкальном техникуме имени Скрябина (ныне в составе Академического Музыкального училища при Московской консерватории), наконец, лектором Московской филармонии (1932—1944).
Творчество Дроздова мало исследовано. Среди его сочинений — ряд оркестровых, фортепианных и камерных работ, обработок украинских народных песен. Стиль Дроздова находится под влиянием Рахманинова и Ляпунова. Перу Дроздова принадлежат многочисленные критические статьи, опубликованные в журнале «Музыка и революция», а также монографии, посвящённые А. С. Даргомыжскому, Н. А. Римскому-Корсакову, М. Ф. Гнесину и другим музыкантам.